# Luidia yesoensis
Luidia yesoensis är en sjöstjärneart som beskrevs av Shoji Goto 1914. Luidia yesoensis ingår i släktet Luidia och familjen sprödsjöstjärnor.
Artens utbredningsområde är Gula havet. Inga underarter finns listade i Catalogue of Life.